# Aleluia, Gretchen
Aleluia, Gretchen é um filme brasileiro de 1976, do gênero drama, dirigido por Sylvio Back e direção de fotografia de José Medeiros, com coprodução e distribuição da Embrafilme. Apesar dos personagens principais serem alemães, o filme é todo falado em português. O tema de abertura é "A Cavalgada das Valquírias" de Wagner, utilizada como um hino nazista e com arranjos distorcidos na interpretação do grupo "O Terço", que lembra o hino norte-americano tocado por Jimi Hendrix.

## Elenco
- Carlos Vereza... Eurico Leão
- Lílian Lemmertz...Rose Marie
- Miriam Pires...Lotte
- Sérgio Hingst...Professor Ross
- Selma Egrei...Gudrun
- Kate Hansen...Heike
- Elizabeth Destefanis...Inge
- José Maria Santos...Aurélio
- Lorival Gipiela ... Joseph
- Edson d'Ávila...Oskar
- Narciso Assumpção...Repo
- Maurício Távora...Kaput
- Sale Wolokita...Mertz
- Lala Schneider...Minka
- Rafael Pacheco...Wihelm
- Joel de Oliveira...Pastor
- Abílio Mota...Bruckner
- Lauro Hanke...Werner

## Prêmios e indicações
Festival de Gramado 1977 (Brasil)
- Vencedor (troféu Kikito) nas categorias:

Melhor Fotografia (José Medeiros)
Melhor Ator Coadjuvante (José Maria Santos).
- Indicado na categoria:

Melhor Filme.
Troféu APCA 1978
- Vencedor nas categorias:

Melhor Ator (Sérgio Hingst)
Melhor Cenografia
Melhor Roteiro
Prêmio Air France de Cinema (1977)
Vencedor nas categorias:
Melhor diretor
Melhor atriz (Miriam Pires)
Prêmio Governador do Estado (1977, SP)
- Vencedor nas categorias:

Melhor argumento (Sílvio Back)
Melhor fotografia (José Medeiros)
Melhor cenografia (Ronaldo Rego Leão e Marcos Carrilho)
Prêmio Coruja de Ouro (1977) do Instituto Nacional de Cinema
Vencedor nas categorias:
Melhor Atriz (Miriam Pires)
Melhor Figurino (Luis Afonso Burigo)
Melhor Fotografia (José Medeiros)
Embrafilme
- Vencedor do Prêmio de Qualidade

Prêmio Molière
- Vencedor nas categorias:

Melhor Diretor
Melhor Atriz (Miriam Pires)
Museu da Imagem e do Som (Rio de Janeiro)
- Vencedor (Golfinho de Ouro) na categoria:

Melhor Diretor
[carece de fontes?]